# Vīts Rimkus
Vīts Rimkus (* 21. Juni 1973 in Riga) ist ein lettischer ehemaliger Fußballspieler.

## Vereinskarriere
Rimkus begann seine Karriere bei den lettischen Vereinen Pārdaugava Rīga, FK DAG und Amstrig Riga. Anschließend spielte er kurzzeitig für den FC Winterthur in der Schweiz. 1996 wechselte er zum Zweitligaabsteiger 1. FC Nürnberg in die Regionalliga. Er schaffte mit ihnen den direkten Wiederaufstieg, und verließ den Verein in Richtung FC Erzgebirge Aue in die Regionalliga Nordost. Auch hier blieb er nur eine Saison und ging zu Skonto Riga in die Virslīga. Mit ihnen gewann er am Saisonende die lettische Meisterschaft. Danach verließ der die Mannschaft und schloss sich für zwei Spielzeiten dem FK Valmiera an. 
2001 wechselte er erneut und unterschrieb beim FK Ventspils. Für sie absolvierte er in vier Saisons 100 Ligaspiele, schoss dabei 70 Tore und gewann zweimal den lettischen Pokal. 2005 lief Rimkus neunmal in der russischen Premjer-Liga für den FK Rostow auf. und kehrte im gleichen Jahr zurück zum FK Ventspils. Mit ihnen gewann er 2005 den lettischen Pokal, 2006 die Meisterschaft und 2007 das Double. 2007 gewann er mit 20 Treffern zusätzlich die Torjägerkrone und wurde zum besten Spieler der lettischen Liga gewählt.

## Nationalmannschaft
Vīts Rimkus spielt seit 1995 für die Lettische Fußballnationalmannschaft. Sein Debüt gab er am 3. Juni 1995 bei der 2:3-Auswärtsniederlage seines Teams in Portugal. 2004 qualifizierte er sich mit Lettland für die Europameisterschaft in Portugal. Dies war die erste Teilnahme Lettlands an einem großen Turnier. Im ersten Gruppenspiel gegen Tschechien wurde Rimkus in der 90. Minute eingewechselt. Zu einem weiteren Einsatz kam er nicht. Stand Juli 2008 bestritt er 73 Spiele in der Nationalmannschaft und erzielte dabei elf Tore.

## Erfolge
- Lettischer Meister: 1998 (Skonto Riga), 2006, 2007 (FK Ventspils)
- Lettischer Pokalsieger: 2003, 2004, 2005, 2007 (FK Ventspils)
- Teilnahme an der Europameisterschaft 2004